# Deileptenia daisetsuzana
Deileptenia daisetsuzana là một loài bướm đêm trong họ Geometridae.